# Мотор (футбольный клуб, Пролетарск)
«Мотор» — советский футбольный клуб из Пролетарска. Основан не позднее 1968 года.
Главный тренер в соревнованиях мастеров (1968—1969) — Дыгай Михаил Васильевич.

## Названия
- до 1970 — «Мотор» (Пролетарская);
- с 1970 — «Мотор».

## Достижения
- В первенстве СССР — 16-е место в зональном турнире класса «Б»: 1968